# Kuanua
Le kuanua est une langue parlée par le peuple Tolai de Papouasie-Nouvelle-Guinée, qui vit sur la Péninsule de Gazelle en Nouvelle-Bretagne orientale.
Contrairement à beaucoup de langues en Papouasie-Nouvelle-Guinée, le kuanua est une langue qui n'est pas en danger de disparition, même si elle souffre d'un excès d'emprunts au tok pisin. Le kuanua est considérée comme une langue de prestige et c'est la principale langue de communication dans les deux principaux centres de Nouvelle-Bretagne orientale : Kokopo et Rabaul. 
Le kuanua est unique en ce qu'il a perdu le phonème /s/, alors qu'il est encore en usage dans des langues voisines parlées dans le sud de la Nouvelle Irlande. Le mot pour 'soleil' est kesakese.[précision nécessaire] Il a été transformé en keake en kuanua. Cependant, de nombreux mots empruntés à l'anglais et au tok pisin ont été intégrés au kuanua, et le phonème /s/, regagne du terrain dans cette langue.

## Classification
Le kuanua appartient à la branche océanienne de la famille des langues austronésiennes. Le sous-groupe le plus proche est le groupe des langues patpatar-tolai (en) qui comprend également le minigir (parlé dans la péninsule de Gazelle) et le patpatar (parlé en Nouvelle-Irlande).

## Répartition géographique
Le kuanua est parlé dans la Péninsule de la Gazelle dans la province de Nouvelle-Bretagne orientale en Papouasie-Nouvelle-Guinée.

### Langues dérivées
Le kuanua est considéré comme l'une des langues de substrat majeur du tok pisin. Certains éléments de vocabulaire usuels du tok pisin viennent probablement du kuanua (ou une langue très proche), par exemple :
- aibika (de ibika) : hibiscus ;
- buai : noix de bétel ;
- diwai (de dawai) - arbre, bois ;
- guria : tremblement de terre ;
- kawawar (de kavavar) : gingembre ;
- kiau : œuf ;
- lapun : personne âgée ;
- liklik (de ikilik) : petit ;
- umben (de uben) : filet de pêche.

## Grammaire

### Pronoms personnels
Les pronoms Kuanua distinguent quatre nombres (singulier, duel, triel et pluriel) et trois personnes et différencient le « nous » exclusif et inclusif. Il n'y a par contre pas de distinctions de genre.
|              | Singulier    | Duel                   | Triel                          | Pluriel                |
| ------------ | ------------ | ---------------------- | ------------------------------ | ---------------------- |
| 1er exclusif | iau (I)      | (a)mir (il/elle et je) | (a)mital (deux de tous, et je) | avet (tous, et je)     |
| 1er inclusif | -            | dor (tu et je)         | datal (vous deux, et je)       | dat (vous tous, et je) |
| 2e           | u (tu)       | (a)mur (vous deux)     | (a)mutal (vous trois)          | avat (vous tous)       |
| 3e           | ia (il/elle) | dir (ils deux)         | dital (ils trois)              | diat (ils)             |

Les pronoms pluriels perdent leur t final lorsqu'il est utilisé devant un verbe. Da vana! (« Allons y ! », Pa ave gire. (« Nous ne voyons pas. »), Dia tar pot (« Ils sont déjà arrivés »).

### Syntaxe
L'ordre usuel des mots en Kuanua est SVO.
Il y a un phénomène intéressant impliquant le préfixe ni-, qui modifie un verbe en substantif. Cela introduit un élément d'irrégularité dans le langage. Normalement, le préfixe est simplement ajouté au début du verbe, par exemple laun vivre → a nilaun la vie; ian manger →  a nian la nourriture; aring prier → a niaring la prière. varubu combattre → a vinarubu le combat; tata parler → a tinata le langage; mamaimâcher des noix de bétel → a minamai (une petite quantité de) noix de bétel à mâcher. Dans certains cas, le ni- changé en -in- devient un infixe qui est inséré après le phonème initial du verbe. On pourrait également dire que ni- est ajouté comme un préfixe, mais que le phonème initial du verbe change de place avec le n du préfixe. 